# Église Saint-Lambert de Sart-lez-Spa
L'église Saint-Lambert est une église catholique située à Sart-lez-Spa dans la  commune de Jalhay, dans la province de Liège en Belgique. Elle possède un des onze clochers tors recensés en Belgique. La tour et le clocher de l’église sont classés depuis 1988.

## Situation
L'église est située sur la place du Marché de Sart-lez-Spa. Cette place possède en son centre le perron de Sart qui était l'un des cinq bans du marquisat de Franchimont et, sur le côté opposé, la maison Lespire, remarquable demeure du XVIe siècle qui fait l'objet d'un classement.

## Historique
Un premier édifice avait été construit sur ce site au cours du haut Moyen Âge. La tour carrée est élevée dès 1441. Le vaisseau de trois nefs et de quatre travées ainsi que le chœur à trois pans est reconstruit au cours des années qui suivent l'incendie du village survenu le 8 août 1615. La flèche d'ardoises à huit pans date aussi du XVIIe siècle. Une importante restauration est réalisée en 1847.

## Le clocher tors
La tour carrée est surmontée d'une flèche torse octogonale en ardoises qui tourne légèrement de droite à gauche. Des lucarnes en abat-sons se situent à la base de quatre des huit pans de la toiture. La flèche est surmontée d'un cylindre doré, d'une croix en fer forgé et d'un coq doré en girouette. 

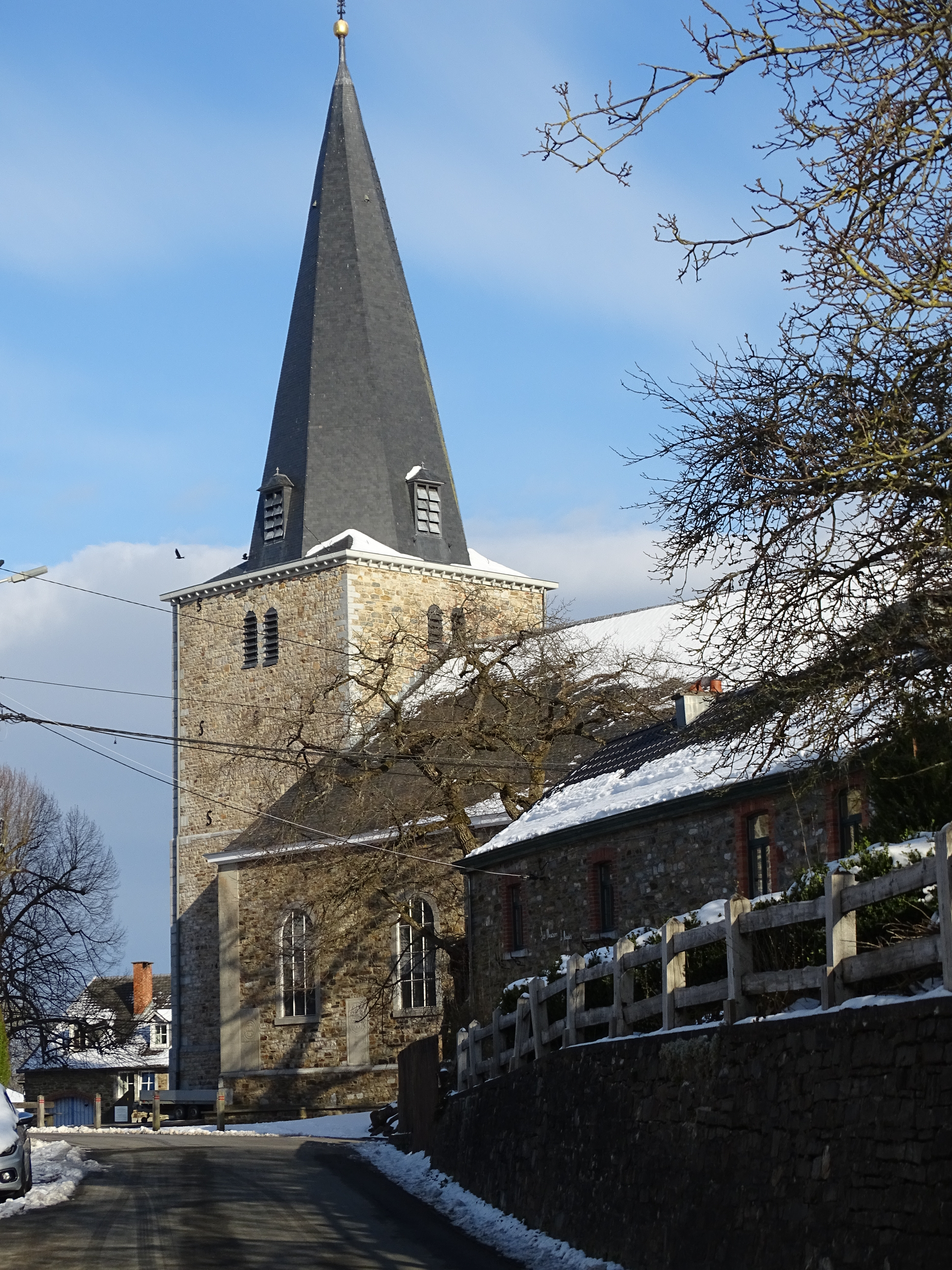
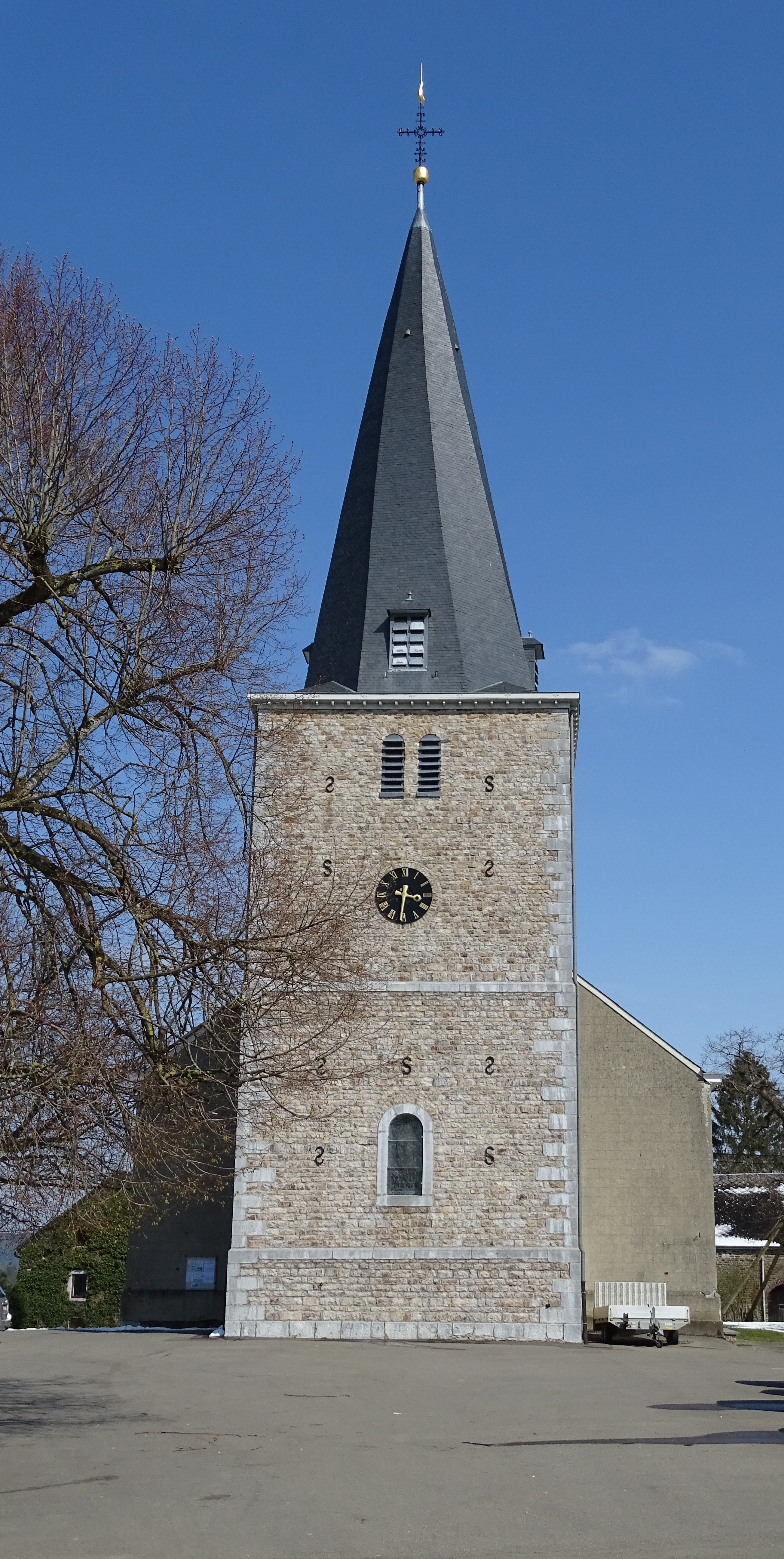